# Северодвинская ТЭЦ-1
Северодвинская ТЭЦ-1 (СТЭЦ-1) — теплоэлектроцентраль, расположенная в г. Северодвинске, Архангельская область.
Входит в состав ПАО «ТГК-2».

## История
Старейшее в регионе предприятие электроэнергетики, вступило в строй действующих в канун начала Великой Отечественной войны: первый турбогенератор станции был включен в сеть и дал промышленный ток 26 марта 1941 года.
СТЭЦ-1 первоначально была одним из цехов знаменитого «Севмаша» («Северное машиностроительное предприятие»), главной задачей которого было обеспечение предприятия электрической энергией. Сегодня первая северодвинская теплоэлектроцентраль обеспечивает электрической и тепловой энергией весь город у Белого моря.
СТЭЦ-1 занесена в областную Книгу трудовой доблести. Имеется музей Северодвинской ТЭЦ-1.

## Деятельность
В качестве топлива на Северодвинской ТЭЦ-1 используется каменный уголь. На предприятии внедрён низкоэмиссионный вихревой метод сжигания угля и изменён топливный баланс. В топках котлов сжигаются более экологичные виды твёрдого топлива — хакасский и кузнецкий угли, существенно снижена доля интинского угля.
По поручению правкомиссии по электроэнергетике готовятся материалы для модернизации Северодвинской ТЭЦ-1. 